# Mezinárodní varhanní festival Audite Organum

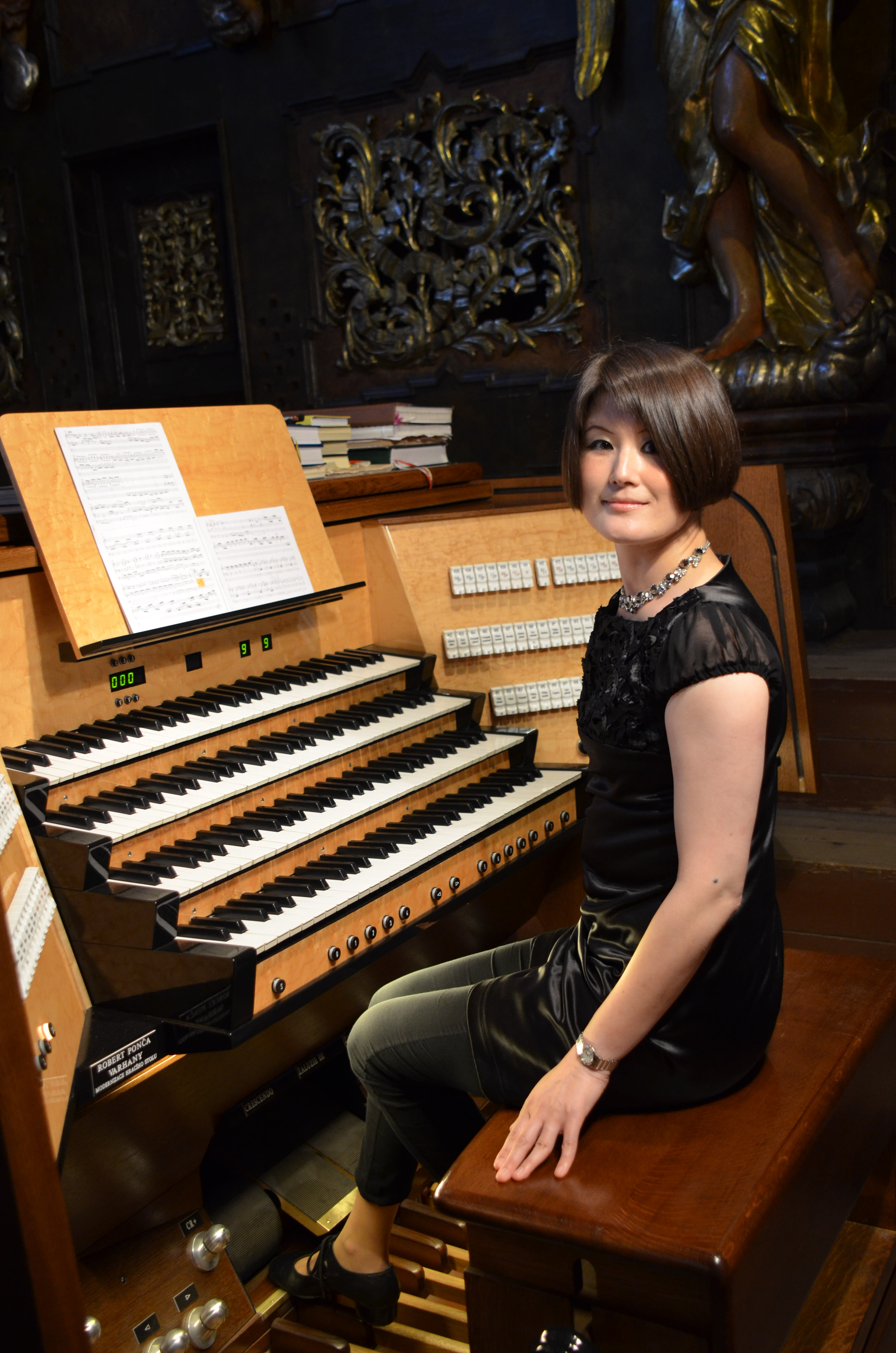
Eiko Maria Yoshimura na 19. ročníku festivalu

Mezinárodní varhanní festival Audite Organum se od roku 1996 koná každý rok v bazilice sv. Jakuba v Praze (Staré město, ulice Malá Štupartská). Ředitelkou festivalu je varhanice Irena Chřibková, která je v této bazilice titulární (hlavní) varhanicí.

## Významní interpreti
Významní varhaníci, kteří již na festivalu vystupovali (podle zemí původu):
- Česko: Aleš Bárta, Jaroslav Tůma, Jiří Ropek, Věra Heřmanová, Petr Rajnoha, Kamila Klugarová, Václav Uhlíř, Jan Hora, Tomáš Thon, Michael Bártek
- Francie: Marie-Claire Alainová, Susan Landale, Eric Lebrun, Thierry Escaich, Daniel Roth, Naji Hakim
- Německo: Johannes Geffert, Andreas Meisner, Torsten Laux
- Itálie: Luciano Zecca, Alessandro Bianchi
- Polsko: Roman Perucki, Waclaw Golonka, Robert Grudzien
- Švýcarsko: Lionel Rogg, Guy Bovet,
- USA: Carol Williams, Karel Paukert, Stephen Tharp
- Belgie: Eric Hallein
- Kanada: Philip Crozier
- Slovensko: Imrich Szabó, Marek Vrábel
- Nizozemí: Ben van Oosten
- Dánsko: Henrik Niels Jessen
- Rakousko: Gunther Rost, Peter Planyavsky
- Japonsko: Hiroko Imai, Eiko Maria Yoshimura
- Velká Británie: David Titterington
- Maďarsko: Zsuzsa Elekes
- Slovinsko: Renata Bauer
- Norsko: Halgier Schiager, Arnfinn Tobiassen
- Švédsko: Juan Paradel Solé